# ويكيبيديا الكنية
ويكيبيديا الكنية (الكنية:贛語維基百科) هي النسخة الكنية من موسوعة ويكيبيديا. والكن هي إحدى اللغات الصينية الإقليمية الست التي لديها ويكيبيديا خاصة بها.

## الإحصائيات
| عدد المستخدمين المسجلين | عدد المستخدمين النشيطين | عدد المقالات | صفحات المحتوى | عدد التعديلات | عدد الملفات المرفوعة | عدد الإداريين |
| ----------------------- | ----------------------- | ------------ | ------------- | ------------- | -------------------- | ------------- |
| 51٬503                  | 17                      | 6٬759        | 34٬330        | 399٬855       | 40                   | 2             |